# Hoya oleoides
Hoya oleoides är en oleanderväxtart som beskrevs av Rudolf Schlechter. Hoya oleoides ingår i släktet Hoya och familjen oleanderväxter. Inga underarter finns listade i Catalogue of Life.